# Tarzan and the Lion Man
Tarzan and the Lion Man è un romanzo scritto da Edgar Rice Burroughs, diciassettesimo del suo Ciclo di Tarzan. Il romanzo è stato originariamente serializzato sulla rivista Liberty dal novembre 1933 al gennaio 1935. È inedito in italiano.
Questo romanzo è il più prossimo di tutta la serie a essere una pura storia a fumetti, nel quale Burroughs offre una sfrenata satira al riguardo del trattamento che Hollywood ha riservato al personaggio di Tarzan, arrivando a offrire una parodia del proprio stesso lavoro. Questa storia, nella fattispecie, è stata scritta al tempo in cui Johnny Weissmuller aveva iniziato a diventare famoso nel mondo del cinema per la propria interpretazione del personaggio di Tarzan come un analfabeta, con totale dispiacere da parte di Burroughs.

## Trama
Tarzan e il suo compagno leone Jad-bal-ja scopre uno scienziato pazzo con una città di gorilla parlanti. A peggiorare la situazione, una crew di Hollywood decide di condurre le riprese di un film di Tarzan proprio in Africa e porta lì un attore che è l'esatta replica dell'Uomo Scimmia, ma il suo esatto opposto in termini di coraggio e determinazione.
Più tardi, come John Clayton, Tarzan visita Hollywood per un'audizione per lo stesso ruolo di Tarzan in un film successivo (e lì viene giudicato inadatto per il ruolo del protagonista perché egli "non è il tipo").

## Adattamento a fumetti
Il libro è stato adattato nella serie a fumetti di Tarzan pubblicata dalla Gold Key Comics nel numero 206, datato febbraio 1972, e nella serie edita dalla DC Comics nei numeri 231-234, datati luglio 1974-gennaio 1975.

## Copyright
Il copyright per questa storia è scaduto in Australia, e per questa ragione è lì di pubblico dominio. Il testo è disponibile attraverso il Progetto Gutenberg.